# Rousset (Bouches-du-Rhône)
Rousset is een gemeente in het Franse departement Bouches-du-Rhône (regio Provence-Alpes-Côte d'Azur). De plaats maakt deel uit van het arrondissement Aix-en-Provence. Rousset telde op 1 januari 2022 5.357 inwoners.

## Geografie
De oppervlakte van Rousset bedroeg op 1 januari 2022 19,5 vierkante kilometer; de bevolkingsdichtheid was toen 274,7 inwoners per km².
De onderstaande kaart toont de ligging van Rousset met de belangrijkste infrastructuur en aangrenzende gemeenten.

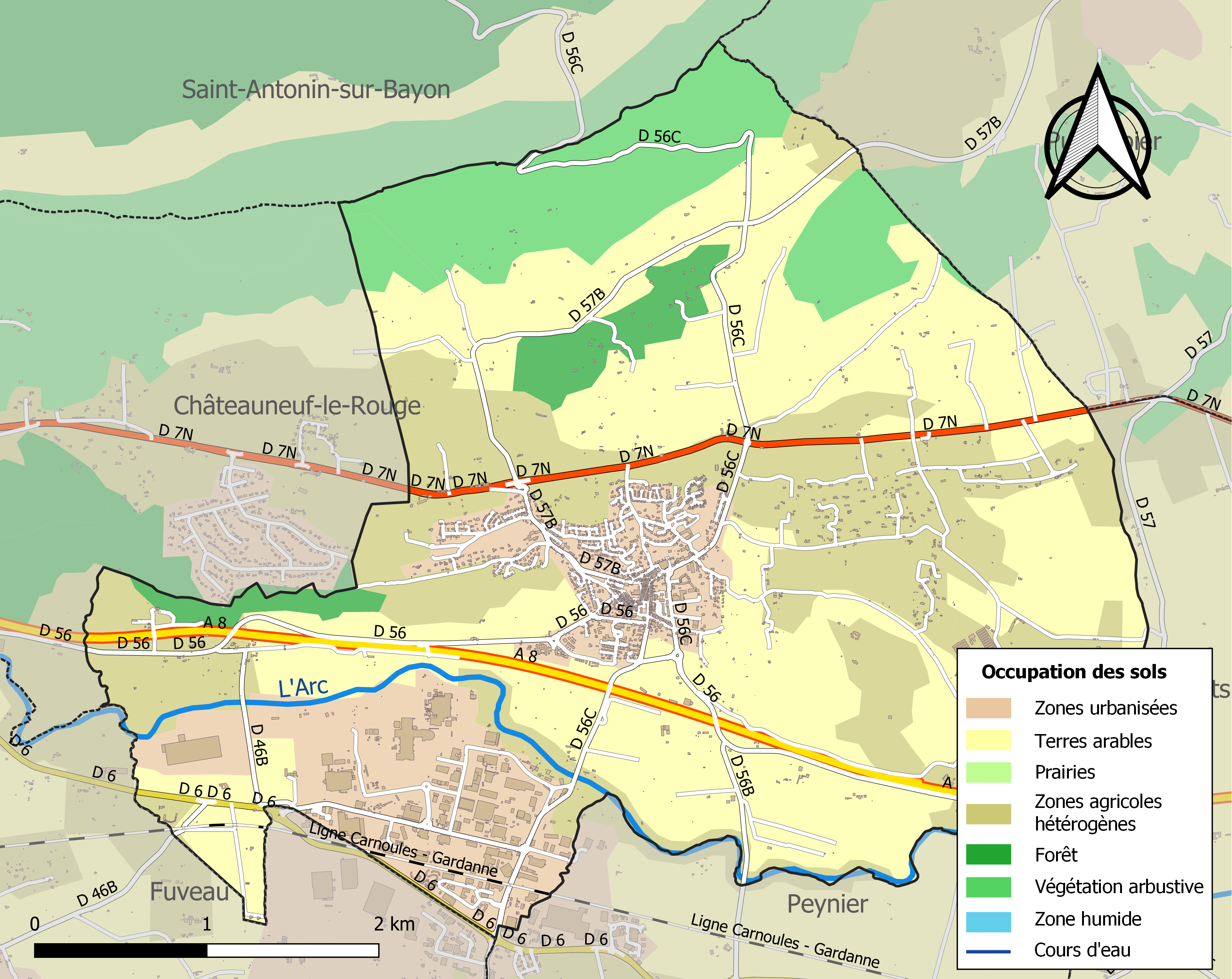

## Demografie
Onderstaande figuur toont het verloop van het inwonertal (bron: INSEE-tellingen).

Vanwege een beveiligingsprobleem met de MediaWiki Graph-software is het momenteel niet mogelijk deze grafiek weer te geven. Zodra de software is bijgewerkt zal de grafiek vanzelf weer zichtbaar worden.